# Jean Méreu
Jean Méreu (* 1944 in Saint-Vallier (Saône-et-Loire)) ist ein französischer Trompeter der Imaginären Folklore.
Méreu studierte am Konservatorium von Lyon Trompete und spielte in der Big Band des Hot Club de Lyon. 1968 gründete er mit Jean Bolcato, Pierre Guyon und Maurice Merle den Free Jazz Workshop. Weiterhin kam es zur Zusammenarbeit mit Colette Magny, Beb Guérin und François Tusques, in dessen Intercommunal Free Dance Music Orchestra er ebenso spielte wie im Collectif du Temps des Cerises, wo er auch mit Denis Levaillant und Steve Potts zusammenarbeitete. 1977 gehörte er zu den Gründern der Association à la Recherche d’un Folklore Imaginaire, zu dessen Gruppen  Marmite infernale, E'Guijecri, Dîtes 33 er gehört und mit dessen Kino-Konzerten er ebenso international auftritt. Daneben spielte er auch mit Steve Lacy, Steve Beresford, Norbert Stein, Tony Hymas, Lucilla Galeazzi, François Raulin, Claude Tchamitchian, Noël Akchoté, Petras Vyšniauskas und dem Priapmol Trio (mit Jacques Siron und Christine Schaller). Weiterhin arbeitet er für das Theater und führte auch Musik von Georges Aperghis auf.
| Personendaten    | Personendaten                  |
| ---------------- | ------------------------------ |
| NAME             | Méreu, Jean                    |
| KURZBESCHREIBUNG | französischer Jazztrompeter    |
| GEBURTSDATUM     | 1944                           |
| GEBURTSORT       | Saint-Vallier (Saône-et-Loire) |